# Mazda RX-792P
O Mazda RX-792P foi um protótipo de carro de corrida.